# Uranium(IV)oxide

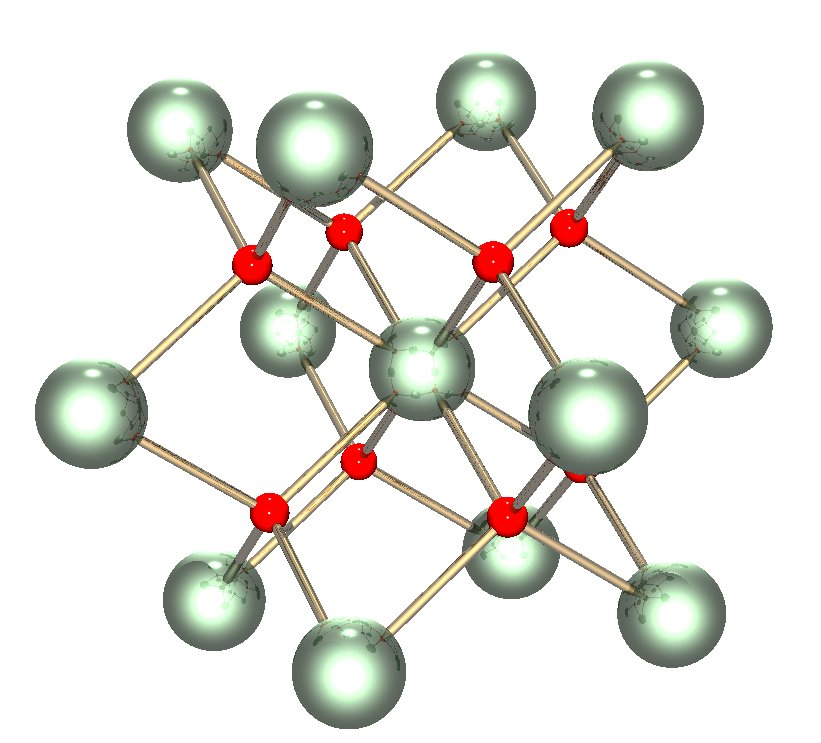
Kristalstructuur

Uraniumdioxide of uranium(IV)oxide, soms ook wel urania genoemd, is de oxide van uranium met molecuulformule UO2. Het is een zwart, kristallijn, radioactief poeder en het voornaamste bestanddeel van uraniniet, het minerale uraniumerts dat van nature het meest op aarde voorkomt en dat in uraniummijnen wordt gedolven. Het wordt verwerkt in brandstofstaven in nucleaire reactors.

## Productie
Uraniumdioxide ontstaat spontaan in de natuur door de oxidatie van uraniumerts. Het kan worden gevormd in een redoxreactie van uraniumtrioxide en waterstof bij 700 °C (970 K), volgens de reactievergelijking:
{\displaystyle {\ce {UO3 + H2 -> UO2 + H2O}}}
Deze reactie treedt op bij het verwerken van nucleair afval en bij de verrijking van uranium.
In contact met zuurstof kan de stof verder oxideren tot triuranium-octaoxide (bij 700 °C), volgens de formule:
{\displaystyle {\ce {3UO2 + O2 -> U3O8}}}

## Toepassing
Tot 1960 werd uraniumdioxide gebruikt als gekleurd glazuur. Gebakken in een zuurstofarme omgeving wordt keramiek op basis van uraniumoxides groen of zwart, en in een zuurstofrijke omgeving geel of oranje.  In tegenstelling tot keramiek van silicium of galliumarsenide, die het begeeft bij temperaturen boven de 200 °C, kan het tot 2300 °C weerstaan. Het kan voorkomen in verschillende soorten email, in porselein en uraniumglas. Met een geigerteller kan worden nagegaan of er uraniumoxides aanwezig zijn in een materiaal.
Uraniumdioxide wordt ook gebruikt als halfgeleider. De bandkloof bedraagt circa 1,3 eV. Vanwege de verschillen in elektrische eigenschappen kan een uraniumoxide chip compacter worden ontworpen dan een silicium of galliumarsenide alternatief, met een hogere doorslagspanning en een kleinere kans op CMOS tunnelling.
Door de weerstand tegen stralingsschade is het materiaal geschikt voor gebruik in militaire en aeronautische stralingsschilden.
De voornaamste toepassing is als nucleaire brandstof. Het kan worden verwerkt in pure vorm als UO2 of vermengd met PuO2 (plutoniumdioxide) tot MOX-brandstof (mixed oxide).

## Gezondheid
Door fagocytose kan de stof in de longen worden opgenomen. In ernstige gevallen leidt dit tot stralingsziekte.

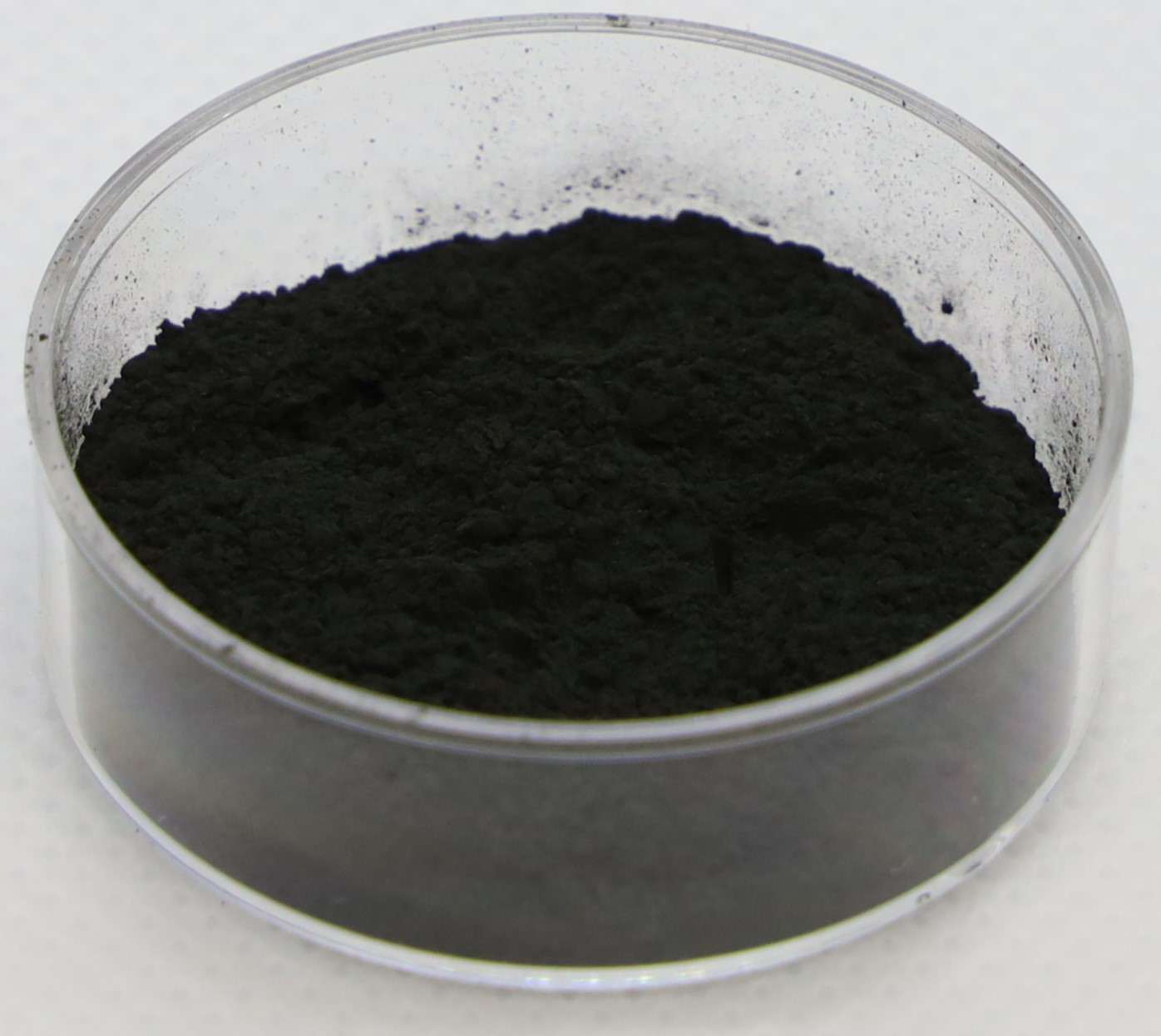
Poeder
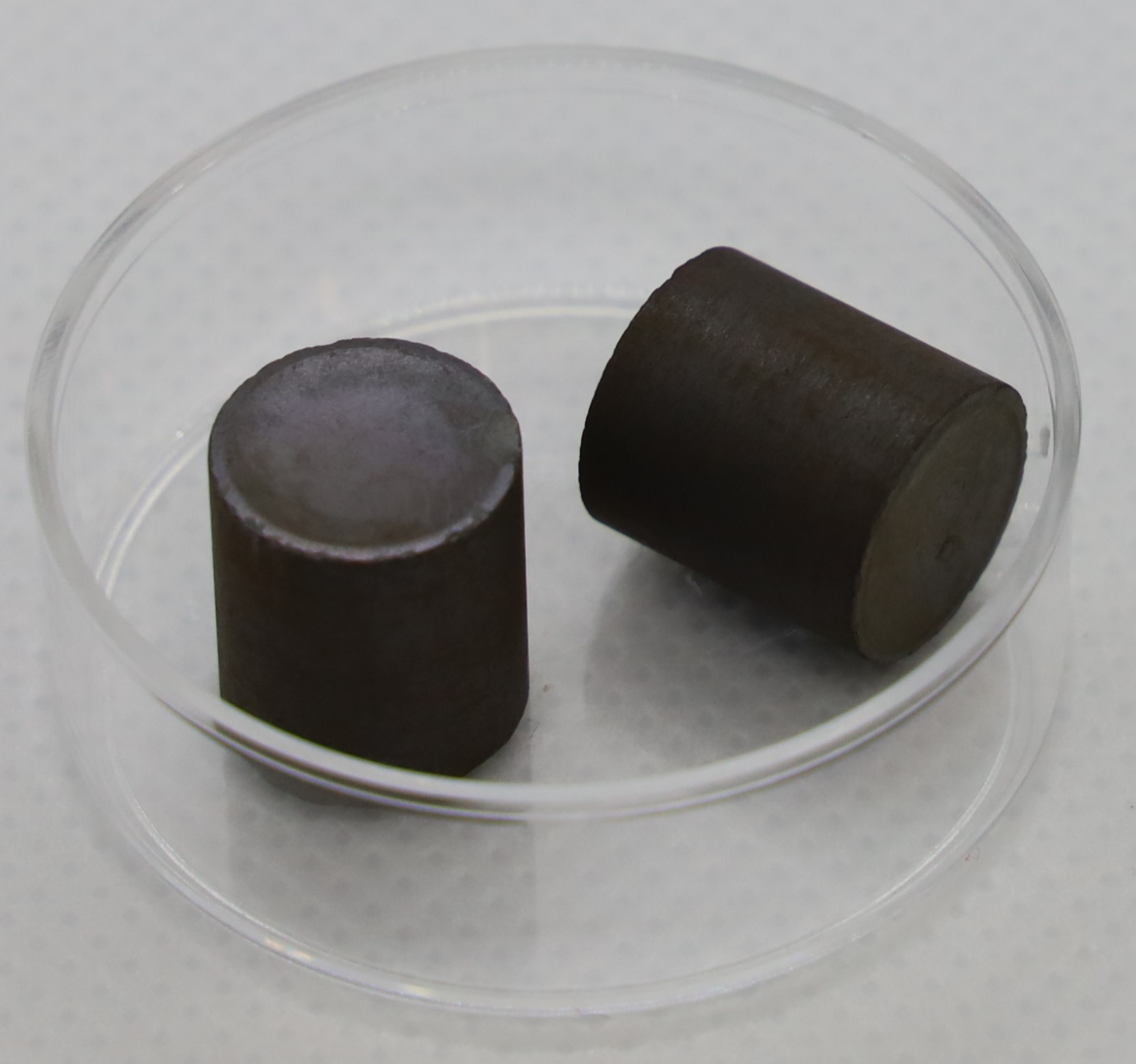
Pellets
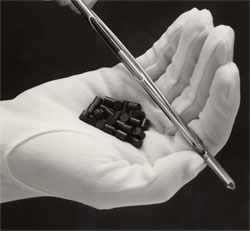
Pellets